# 조항 (배우)
조항(趙恒, 본명: 조항의, 본명 한자: 趙恒義, 1928년 2월 29일 ~ 1968년 7월 17일)은 대한민국의 연극배우, 영화배우, 영화제작자이다.

## 생애

### 주요 경력
- 1946년 연극배우 데뷔
- 1953년 영화 《최후의 유혹》에 주연을 통하여 영화배우 데뷔
- 1967년 영화 《서울은 만원이다》로 영화제작자 데뷔

### 가족 관계
그는 연기자 조형기의 아버지이다.

## 소속
- 前 서라벌예술초급대학 연극영화학과 전임교수

## 출연작

### 연극
- 1947년 《아리랑》- 최영진 역(주인공)

### 영화
- 1953년 《최후의 유혹》
- 1965년 《단종애사》
- 1967년 《서울은 만원이다》